# (283461) Leacipaola
(283461) Leacipaola est un astéroïde de la ceinture principale aréocroiseur.

## Description
(283461) Leacipaola est un astéroïde aréocroiseur. Il présente une orbite caractérisée par un demi-grand axe de 2,25 UA, une excentricité de 0,29 et une inclinaison de 6,5 par rapport à l'écliptique.

## Compléments